# Branggahan
Branggahan is een bestuurslaag in het regentschap Kediri van de provincie Oost-Java, Indonesië. Branggahan telt 5950 inwoners (volkstelling 2010).